# Sint-Genovevakerk (Le Grand Millebrugghe)
De Sint-Genovevakerk (Frans: Église Sainte-Geneviève) is de parochiekerk van de tot de gemeente Armboutskappel behorende plaats Le Grand Millebrugghe.

## Geschiedenis
Na de Tweede Wereldoorlog kwamen er middelen beschikbaar om te Armboutskappel een nieuwe kerk te bouwen. Aangezien Le Grand Millebrugghe een niet onaanzienlijk aantal parochianen omvatte en de afstand tot de Sint-Maartenskerk in Armboutskappel wel 4 km bedroeg, wilde men een deel van die middelen gebruiken om ook deze plaats van een kerk te voorzien. Daartoe werd hier in 1952 een parochie opgericht. Voorlopig kerkte men in gehuurde zaaltjes totdat in 1964 een definitief kerkgebouw gereedkwam, vermoedelijk naar ontwerp van Lucien Housez.

## Gebouw
Het betreft een zeer eenvoudig eenbeukig kerkgebouw op rechthoekige plattegrond. Boven het portaal bevindt zich een soort torenspits met kruis. Het meubilair is deels afkomstig van de in 1940 verwoeste Sint-Maartenskerk van Armboutskappel.